# Ninh Đô
Ninh Đô (tiếng Trung: 宁都县, Hán Việt: Ninh Đô huyện) là một huyện của địa cấp thị Cám Châu (赣州市), tỉnh Giang Tây, Cộng hòa Nhân dân Trung Hoa. Huyện này có diện tích 4053,16 km2, dân số năm 2003 là 714.000 người. 

## Hành chính
Ninh Đô được chia ra làm 24 đơn vị hành chính cấp hương, gồm 12 trấn và 12 hương. Ngoài ra huyện này còn quản lí 1 đơn vị tương đương cấp hương khác
- Trấn: Mai Giang (梅江镇), Thanh Đường (青塘镇), Trường Thắng (长胜镇), Hoàng Pha (黄陂镇), Cố Thôn (固村镇), Lại Thôn (赖村镇), Thạch Thượng (石上镇), Đông Sơn Bá (东山坝镇), Lạc Khẩu (洛口镇), Tiểu Bố (小布镇) Hoàng Thạch (黄石镇), Điền Đầu (田头镇)
- Hương: Trúc Trách (竹笮乡), Đối Phường (对坊乡), Cố Hậu (固厚乡), Điền Phụ (田埠乡), Hội Đồng (会同乡), Trạm Điền (湛田乡), An Phúc (安福乡), Đông Thiều (东韶乡), Tiếu Điền (肖田乡), Điếu Phong (钓峰乡), Đại Cô (大沽乡), Thái Giang (蔡江乡)

Đơn vị ngang cấp hương khác
- Khu công nghiệp Thủy Đông (宁都县水东工业园)